# 137166 Netabahcall
137166 Netabahcall este un asteroid din centura principală de asteroizi.

## Descriere
137166 Netabahcall este un asteroid din centura principală de asteroizi. A fost descoperit pe 20 martie 1999 la Apache Point Observatory în cadrul programului Sloan Digital Sky Survey. Asteroidul prezintă o orbită caracterizată de o semiaxă mare de 3,10 ua, o excentricitate de 0,08 și o înclinație de 11,1° în raport cu ecliptica.